# Oròdruin

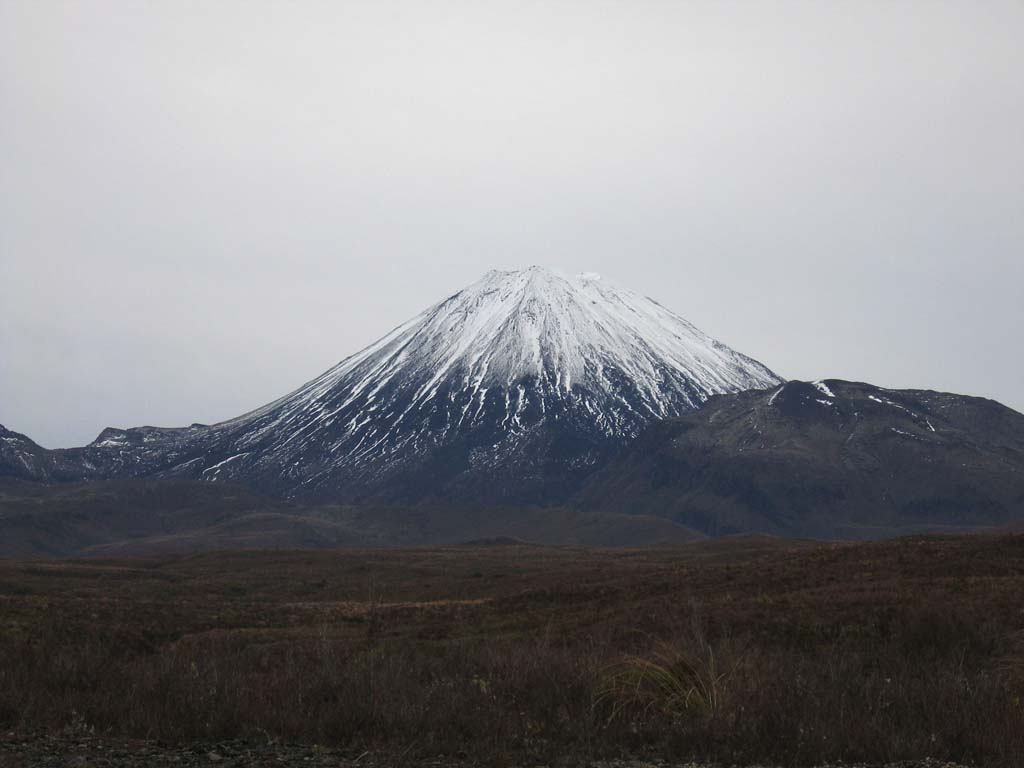
La muntanya Ngauruhoe (Nova Zelanda), Oròdruin a la pel·lícula

En l'univers de ficció de Tolkien i a la novel·la El Senyor dels Anells, l'Oròdruin (literalment, Muntanya del Foc Resplendent en idioma èlfic) o la Muntanya de Foc, és un volcà al mig de la terra de Mórdor. Allà es va establir Sàuron a començaments de la Segona Edat del Sol i allà va forjar l'Anell Únic. Encara que no ultrapassava els mil cinc-cents metres d'altura, aquest volcà s'alçava solitari dominant l'enorme i estèril altiplà de Gòrgoroth, al nord de Mórdor.
Aquesta muntanya va ser anomenada pels Homes de Góndor Mont del Fat (Amon Amarth en èlfic), quan els seus focs van despertar després del retorn de Sàuron, després del negament de Númenor. Des de llavors es veia constantment l'ombra causada per les seves constants emanacions de foscor i gasos tòxics, com la pesta que en va sortir a la Tercera Edat i va arrasar la població de Calenàrdhon i Ithílien.
Emulant el seu mestre Mórgoth Bauglir, el primer Senyor Fosc, Sàuron fa emanar una ombra plena de desesperació sobre Minas Tirith abans de la batalla dels Camps del Pelènnor, al final de la Tercera Edat del Sol.
Oròdruin o el Mont del Fat té un paper important a la trilogia. Va ser allà, a l'Esquerda del Fat, on Sàuron va forjar en secret l'Anell Únic, l'any 1600 de la Segona Edat del Sol. Com a conseqüència, l'Oròdruin va tenir gran importància en la guerra contra Sàuron, ja que només als focs de l'Esquerda del Fat s'hi podia destruir l'Anell Únic i acabar amb l'amenaça de l'Ombra de l'Est i, per tant, el rumb final que ha de prendre Frodo.
Oròdruin explota en mil trossos quan l'any 3019 (Tercera Edat del Sol) el Portador de l'Anell compleix amb la seva missió al final de la història i llança l'Anell a les flames de la muntanya.

## Sàmmath Naur
Al flanc oriental de l'Oròdruin es trobaven les "Sales del Foc" o Sàmmath Naur (el seu nom en síndarin) que era el lloc on Sàuron va forjar l'Anell Únic.
Es tractava d'un enorme recinte excavat a la roca de la Muntanya, a mitjana altura. En el seu interior, després de passar una llarga galeria, es trobava una esquerda profunda i ampla que travessava les parets laterals de la caverna i el seu pis, de la qual "(...) brotava una resplendor vermella, que de sobte s'enfilava en una sobtada flamarada, de sobte s'extingia a baix, en la foscor; des dels abismes pujava una remor i una commoció, com de màquines enormes que colpegessin i treballessin ...", era l'Esquerda del Fat on, amb els seus focs, havia estat forjat l'Anell Únic, i en les seves profunditats, la lava i l'escòria de les entranyes del volcà bombollejaven i recorrien el seu camí ascendent fins a la boca, per ser vomitada per la muntanya.
S'arribava fins a ells després de travessar un camí que venia de Bàrad-dûr, "(...) sortia de la gran Porta Occidental de la Torre Fosca ... " i després de passar un pont de ferro, s'internava a la plana de Líthlad. Ja proper al volcà corria per més d'una llegua entre " (...) dos precipicis fumejants i arribava a un extens terraplè costerut al flanc oriental...", per a des d'allà enfilar-se serpentejant, fins a la Porta dels Sàmmath Naur. Frodo i Sam van arribar al terraplè des del Nord, trobant-se amb la terrible visió de la Torre Fosca.